# Равнопадаемость
Равнопа́даемость (англ. equal fall, нем. Gleichfälligkeit f) — явление падения в реальной среде (воздухе, воде, суспензии) с одинаковой скоростью разных по размеру частиц лёгкого и тяжёлого материалов.
Представление о равнопадаемости является теоретической основой для гравитационных процессов обогащения полезных ископаемых. Скорости свободного падения твёрдых зёрен лёгкого и тяжёлого материалов будут одинаковыми, если соотношения их диаметров обратно пропорционально соотношению их эффективных плотностей в данной среде.
Коэффициент равнопадаемости — это отношение диаметра зерна лёгкого материала к диаметру зерна тяжёлого материала, при котором они падают одновременно при данных условиях свободного падения. Коэффициент равнопадаемости может быть определён по формуле:
{\displaystyle K_{p}={\frac {d_{1}}{d_{2}}}={\frac {\rho _{2}-\rho _{c}}{\rho _{1}-\rho _{c}}},}
где:
{\displaystyle d_{1},} {\displaystyle d_{2}} — линейный размер зёрен,
{\displaystyle \rho _{1}} и {\displaystyle \rho _{2}} — плотность этих зёрен,
{\displaystyle \rho _{c}} — плотность среды.
Считается, по классическим представлениям, что для эффективного гравитационного обогащения полезных ископаемых предельные значения крупности должны иметь соотношения не больше коэффициента равнопадаемости.